# Centrale nucléaire de Dodewaard
La centrale nucléaire de Dodewaard qui est située près de Dodewaard aux Pays-Bas a été arrêtée en 1997.

## Description
Cette centrale a été la première centrale nucléaire construite par le gouvernement des Pays-Bas. Elle est équipée d'un réacteur à eau bouillante (REB), développé par General Electric. Son objectif principal était d'acquérir une connaissance sur les centrales nucléaires et elle était d'une puissance modeste.
- Dodewaard : 58 MWe, mise en service en 1969.

Après l'accident de Tchernobyl en 1986, le gouvernement néerlandais s'est retourné contre le nucléaire, il n'y a pas eu de nouveau projet de centrale nucléaire, ce qui fait que le centre de recherche de la centrale de Dodewaard est devenu inutile. 
Le réacteur a été définitivement arrêté en 1997 (sept ans avant l'échéance initiale) et il est en cours de démantèlement.
Le 21 mai 2020, un incendie s’est déclaré dans la centrale sans risques radioactifs d'après les autorités.